# Александра Павловна
Александра Павловна (9 август 1783 – 16 март 1801) e велика руска княгиня – дъщеря на руския император Павел I и принцеса София-Доротея Вюртембергска. Тя е сестра на император Александър I и на император Николай I.

## Биография
Александра Павловна е родена на 9 август 1783 в Павловск. Получава обичайно за руските принцеси образование. През 1793 г. по инициатива на императрица Екатерина Велика Александра, която по това време е на тринадесет, е сгодена за 18-годишния шведски крал Густав IV, за да се уредят някои политически противоречия между двете страни. Бракът се проваля в последния момент, тъй като Густав отказва да подпише брачния договор, според който Александра трябва да запази православната си вяра след сватбата.
През 1799 г., три години след смъртта на Екатерина Велика, император Павел I решава да сключи съюз с Австрийската империя срещу Френската република. За да бъде скрепен съюзът между Русия и Австрия, Александра е сгодена за ерцхерцог Йозеф Австрийски (1776 – 1847) от династията Хабсбург-Лотаринги, брат на император Франц II и палатин на Унгария. Сватбата им е отпразнувана на 30 октомври 1799 г. в Санкт Петербург. Младоженците се установяват в Унгария. Александра Павловна умира година и половина по-късно на 16 март 1801 г. във Виена след раждане на единствената си дъщеря Александрина (*/† 1801), която умира в същия ден. Александра умира само на седемнадесет години в същата седмица, в която е убит баща ѝ, което е тежък удар за руското императорско семейството. Погребана е в Унгария.